# Black Bomb A
Black Bomb A — французская панк-метал-хардкор-группа. Название коллектив подобрал себе, исходя из игры слов с фразой «Black Bombay» (сорт марихуаны).

## История
Образованный в 1994 году, коллектив Black Bomb A выпускает своё первое демо, получившее название «Straight In The Vein», включающее в себя 5 треков в 1999 году. Однако, мало кто знает, что ещё в 1997 году было записано несколько демо-песен, которые даже не значатся в официальной дискографии группы.1999 год становится годом «Sriracha Tour», в который их привлекли участники групп «Lofofora» и «Watcha». В 2001 году выходит первый полноценный альбом группы, получивший название «Human Bomb». Этот довольно жесткий альбом, несущий в себе бурную агрессивную энергию, получает много лестных отзывов.
После длительного безмолвия, в 2004 году группа выпускает альбом «Speech of Freedom», записанный с новым вторым вокалистом по имени Арно. Также группа записала концертный DVD «Illicite Stuff Live». Проходит ещё два года, и Black Bomb A выпускает третий диск, под названием «One Sound Bite To React». В 2009 году Арно покидает коллектив, а на его место возвращается Дьяг, с которым группа начинала свой творческий путь. В том же году вышел альбом «From Chaos» и группа впервые посетила Россию, отыграв два концерта в Москве и в Санкт-Петербурге.
В сентябре 2011 года к группе присоединяется вокалист Шон Дэвидсон из группы Drive By Audio и басист Жак из группы Ultra Vomit. Осенью 2011 года группа выпускает сингл на виниле с песней с будущего альбома и бонус-треком. В мае 2011 года Black Bomb A начали запись нового альбома, который вышел в начале 2012 года под названием «Enemies of the State». В том же году группа стала участником крупного европейского музыкального фестиваля Hellfest.
15 февраля 2014 года Black Bomb A посетили Москву и дали большой сольный концерт в клубе «ТеатрЪ»
Весной 2014 года в группу вернулся Арно. Вместе с ним группа записывает новый альбом, вышедший в марте 2015 года и получивший название Comfortable Hate. После записи пластинки группа отправляется в масштабный тур под названием Uncomfortable Tour. Летом 2018 года коллектив вновь принимает участие в одном из крупнейших европейских фестивалей Hellfest.
12 октября 2018 года в свет выходит восьмой по счёту альбом коллектива с одноимённым названием BLACK BOMB A. На данный момент группа активно гастролирует по всей Европе в рамках Riot Tour, а в июле 2019 года музыканты посетили Россию в рамках музыкального фестиваля DOBROFEST X.

## Состав

### Текущий состав
- Poun — Вокал (с 1995 года)
- Samuel Taquet (Snake) — Гитара (с 1996 года)
- Herve Coquerel (RV) — Ударные (с 2001 года)
- Jacou Pierre — Бас (с 2011 года)
- Arno — Вокал (2002—2007, с 2014 года)

### Бывшие участники
- Max — Гитара (1995—1996)
- Шон Дэвидсон — Вокал (2011—2014)
- Panks — Бас (1995—1999)
- Franck — Ударные (1995—2001)
- Jag — Вокал (1995—2002, 2007—2011)
- Mario — Бас (1999—2004)
- Scalp — Гитара (1999—2008)
- Etienne — Бас (2004—2011)

## Дискография
- 1999: Straight in the Vein (Демоальбом)
- 2001: Human Bomb
- 2004: Speech of Freedom
- 2005: Illicite Stuf Live (DVD)
- 2006: One Sound Bite to React
- 2009: From Chaos
- 2012: Enemies of the State
- 2015: Comfortable Hate
- 2018: BLACK BOMB A
- 2024: Unbuild The World